# Millianismo
Em lógica e semântica, millianismo sobre os nomes próprios é defender que os nomes têm denotação mas não têm conotação, o que significa que nomes têm referência e seu significado esgota-se na referência. Tal era a posição de John Stuart Mill. Alguns defensores contemporâneos do millianismo são também defensores de alguma variante da teoria da referência direta. Posições opostas, em geral conhecidas como descritivismo, costumam ser atribuídas a Gottlob Frege e Bertrand Russell.

## Problemas para o millianismo
Há pelo menos dois problemas bem conhecidos, que remontam a Frege e a Russell, que um milliano tem que enfrentar: i) o problema do valor cognitivo, e ii) o problema do valor de verdade das atribuições de atitudes proposicionais. O primeiro, também conhecido como o quebra-cabeça de Frege, pode ser assim formulado. Parece que as seguintes frases
(1) Cícero é Cícero
e
(2) Cícero é Túlio,
são bastante diferentes em seu valor cognitivo. Contrariamente ao que acontece com (2), (1) é  trivial, pobre em informação, e a priori. Mas, se a contribuição semântica de um nome, para as frases em que ocorrem, for apenas seu referente, então (1) e (2) parecem expressar a mesma proposição (e, se aceitamos proposições russellianas, então parece que as proposições expressas por (1) e (2) estão constituídas pelo mesmo indivíduo).
O segundo problema, por sua vez, pode ser formulado assim. Parece que as seguintes atribuições de atitudes proposicionais, expressas pelas frases
(3) Frege acredita que Cícero é Cícero
e 
(4) Frege acredita que Cícero é Túlio,
poderiam ser diferentes em seu valor de verdade: Frege poderia desconhecer por completo a história do famoso orador romano; em outras palavras, poderia bem ter sido verdade que
(5) Frege não acredita que Cícero é Túlio.
Entretanto, se o milliano estiver correto -- ou, pelo menos, se alguma modificação não for feita em sua tese original --, então parece que (3) e (4) expressam a crença de Frege na mesma proposição. Assim, ficaríamos sem explicar a diferença, no minímo aparente, do valor de verdade de (3) e (4). 
Uma possível linha de defesa para o milliano é o que se chama millianismo descritivista. (Cf. descritivismo.)Para essa variante, as proposições expressas por frases contendo nomes são proposições singulares (ou proposições russellianas). Todavia, quando se usam essas frases estamos comunicando proposições com outra estrutura -- p.ex., com a estrutura de pensamentos fregeanos ou proposições descritivas russellianas. 